# Villaseta
Villaseta è una frazione del comune di Agrigento di 6 337 abitanti.

## Storia
Villaseta è sorta nel 1853 a metà strada tra la Marina (oggi Porto Empedocle) ed il centro cittadino. Grazie ai suoi fondachi, importante punto di ristoro per i carrettieri, che dalla Sicilia sud occidentale dovevano raggiungere la città dell'allora Girgenti. Vi sorgevano le filande che lavoravano la seta proveniente dalle campagne attorno alla borgata di Montaperto. Sempre nella frazione di Villaseta, in contrada Caos, vi nacque il drammaturgo Luigi Pirandello, che in molte sue novelle racconta la piccola borgata con la sua chiesetta e le umili casette dei contadini locali. Durante la seconda guerra mondiale allo sbarco degli Alleati, Villaseta ospitò un grande accampamento militare americano nella zona dell'odierna Piscina comunale. Nel dopo guerra ha avuto una grande espansione, con la costruzione di interi quartieri popolari per i cittadini colpiti dalla rovinosa frana di Agrigento del 1966.

## Monumenti e luoghi d'interesse

### Architetture religiose
- Chiesa della Madonna della Catena
- Chiesa di Santa Croce

### Architetture civili
Nella frazione di Villaseta, in contrada Caos, sorge la casa natale dello scrittore Luigi Pirandello, divenuta sede del "Centro di documentazione pirandelliano" e il viadotto Akragas che collega la frazione a Monserrato.

## Cultura
Villaseta è citata nei romanzi di Andrea Camilleri quale esempio di antico villaggio cresciuto a dismisura durante gli anni del boom economico, ma soprattutto per la rovinosa frana che avvenne ad Agrigento nel 1966, che vide la successiva costruzione di interi quartieri popolari per gli sfollati. Il quartiere, con la sua recente espansione, funge da cerniera tra la città capoluogo ed il suo porto, Porto Empedocle, con il quale costituisce un unico agglomerato urbano.